# إميليانو مادريز
اميليانو مادريز (بالإسبانية: Emiliano Madriz)‏ (و. 1800 – 1844 م) هو سياسي من نيكاراغوا .
وهو عضو في ليبرالية .